# Victoria: An Empire Under the Sun
Victoria: An Empire Under the Sun là trò chơi máy tính thuộc thể loại wargame chiến lược thời gian thực của hãng Paradox Entertainment (nay là Paradox Interactive). Nó cùng trùng với tên gọi Thời đại Victoria, đặc biệt là giai đoạn 1836-1920 và chạy trên một phiên bản sửa đổi của engine Europa Universalis. Nhà lập trình game chính là Johan Andersson. Trò chơi sau đó đã được Virtual Programming chuyển thể sang Macintosh.
Không giống như các game trước đây của Paradox chỉ tập trung vào thăm dò và khai phá thuộc địa (Europa Universalis) hoặc chiến tranh (Hearts of Iron), Victoria tập trung vào quản lý nội bộ, bao gồm công nghiệp và thay đổi chính trị/xã hội trong một quốc gia. Bản thân trò chơi cung cấp rất nhiều tầm quan trọng cho nền kinh tế của một quốc gia, gồm hệ thống thị trường phức tạp được mô tả như là một trong những trò mô phỏng kinh tế tốt nhất từng được thực hiện. Người hâm mộ các game của Paradox đã ghi nhận đây là một trong những game sâu đậm nhất mà Paradox từng làm, khiến nó trở nên khá phổ biến với các fan Paradox. Tuy nhiên, Victoria đã nhận được những lời đánh giá bình thường chủ yếu về mặt phát hành, trung bình chỉ 60,4% trên Game Rankings. Giới phê bình trích dẫn những lý do như kiến thức quanh co phóng đại của game và đồ họa tương đối lỗi thời cua nó. Vào ngày 19 tháng 8 năm 2009, Victoria II đã được công bố và được phát hành vào ngày 13 tháng 8 năm 2010.

## Cơ chế game

### Điều kiện chiến thắng
Mục tiêu chính là để kết thúc trò chơi với hầu hết điểm chiến thắng (Victory Points). Để có được điểm chiến thắng, người chơi phải ghi điểm trong ba loại: 
- Uy tín - tuyên bố thuộc địa, chiến thắng các cuộc chiến tranh, thực hiện cải cách chính trị xã hội, nghiên cứu công nghệ hoặc thông qua các sự kiện lịch sử.
- Công nghiệp - xây dựng nhà máy, chuyển đổi nông dân và người lao động thành thợ thủ công và bằng cách cải thiện mạng lưới giao thông của người chơi.
- Quân sự - số lượng và chất lượng của quân đội và hải quân của mình.

Số điểm kết hợp của ba loại trên xác định "người chiến thắng" của trò chơi.

## Kinh tế
Hệ thống kinh tế trong Victoria cố gắng để mô phỏng dòng chảy của nguồn tài nguyên trong một thị trường thế giới. Mỗi lãnh địa (gọi là tỉnh) trong trò chơi đều tạo ra một nguồn tài nguyên. Một số tài nguyên, chẳng hạn như lúa mì chủ yếu do các POP (đơn vị dân số) yêu cầu, và có thể được bán trực tiếp. Các vật liệu khác như gỗ được tiêu thụ chủ yếu cho ngành công nghiệp nhưng dù sao có thể được bán trực tiếp để kiếm ít lợi nhuận. Người chơi sở hữu một loạt các tùy chọn nào đó để xây dựng nền kinh tế của họ, miễn là họ có thể tiếp cận các nguyên vật liệu thích hợp. Tất cả các nguồn tài nguyên có thể được thu thập hoặc sản xuất cho ngành công nghiệp. Người chơi cũng có thể được mua được chúng trên thị trường thế giới. Việc tiếp cận thị trường thế giới sẽ được công nhận dựa trên đánh giá uy tín của một quốc gia.

### Tài nguyên
Victoria có 47 tài nguyên riêng biệt, được sản xuất bằng cách thu thập hoặc sản xuất (hoặc trong một trường hợp cả hai). Các nguồn tài nguyên quan trọng bao gồm: 
- Thép, quan trọng đối với việc xây dựng các ngành công nghiệp, đường sắt và một số mặt hàng chiến tranh, và nói chung là có lợi nhuận khi được sản xuất;
- Than đá, được sử dụng trong sản xuất một số nguồn tài nguyên đáng gờm;
- Lưu huỳnh, dùng trong sản xuất vũ khí và đạn dược;
- Kim loại quý, một loại tài nguyên sang trọng đắt tiền đóng một vai trò nhỏ trong việc thay đổi các tầng lớp POP.
- Thuốc phiện, một loại tài nguyên sang trọng đắt tiền và có một tác động lớn đối với chủ nghĩa đế quốc xâm lược ở châu Á;
- Thiết bị máy móc, rất quan trọng cho việc xây dựng các ngành công nghiệp và nói chung là chất xúc tác trong công nghiệp hóa.

### Công nghiệp hóa
Trò chơi tập trung vào công nghiệp hóa trong một quốc gia được dẫn dắt bởi nghiên cứu công nghệ. Việc mua lại bộ phận máy móc rất quan trọng để công nghiệp hóa, khi cần thiết để xây dựng nhà máy.

## Ngoại giao
Ngoại giao được quản lý song phương, các quốc gia có thể tham gia vào ngoại giao sử dụng một nguồn cung ứng các nhà ngoại giao thay đổi hàng năm, trình các điều ước khác nhau và lời cầu xin cho các quốc gia khác. Người chơi có thể dùng tiền để cải thiện quan hệ với các cường quốc khác; đề nghị đàm phán về công nghệ, lãnh thổ, tuyên bố thuộc địa và tiền bạc; ký hiệp ước phòng thủ đơn phương, song phương hoặc liên minh toàn diện; yêu cầu chấm dứt đô hộ các khu vực nhất định và nếu tất cả những nỗ lực khác thất bại thì tuyên chiến.

## Chiến tranh
Chiến tranh trong Victoria là một tình huống ngoại giao đặc biệt trong đó hai người chơi cố gắng xâm nhập vào lãnh thổ của nhau (quốc gia hay thuộc địa, phụ thuộc vào chiến tranh). Nó mang tính trừu tượng khi các sư đoàn hành quân vào lãnh thổ thù địch và chiến đấu một trận chiến không can thiệp vào mà người chơi không kiểm soát hoặc cứu nguy bằng cách gửi quân tiếp viện hoặc rút lui. Hiệu quả chiến đấu lại có thể bị ảnh hưởng từ những quyết định của người chơi. Bổ nhiệm tướng lĩnh hay đô đốc có ảnh hưởng đến tinh thần và tổ chức của quân đội, cũng như cải tiến công nghệ. Một hệ thống đường sắt tiên tiến trong một tỉnh sẽ ban cho chủ sở hữu lãnh địa đó điểm thưởng trong chiến đấu, cũng như gia tăng tính di động. Lãnh địa hay tỉnh thành cũng có thể được củng cố và quân đội sẽ đào hào xung quanh khi còn lại một mình đủ lâu, cả hai đều mang lại lợi ích chiến đấu khổng lồ.
Mục tiêu cuối cùng trong chiến tranh là khác nhau đáng kể từ những trò chơi chiến lược khác: nhìn chung rất khó để làm thiệt hại nghiêm trọng cho nền kinh tế của kẻ thù trong một cuộc chiến tranh duy nhất, lãnh thổ bị chiếm đóng chỉ là tạm thời trong tay của quân chiếm đóng và những lợi nhuận về lãnh thổ sau chiến tranh thường khiêm tốn và khó khăn để khuất phục. Tuy nhiên, có những điều kiện khác đối với hòa bình như tiền bồi thường chiến tranh và sự sỉ nhục.
Tuyên chiến hoặc đánh chiếm các lãnh địa từ các quốc gia văn minh mà không tuyên bố từ trước sẽ khiến ngoại giao khó khăn hơn và cuối cùng có thể dẫn đến chiến tranh phủ đầu từ các cường quốc khác. Những kẻ hiếu chiến có xu hướng khám phá bản thân mình hoàn toàn bị cô lập với phần còn lại của thế giới và buộc phải tham gia vào các cuộc chiến tranh gần như liên tục, có thể dẫn đến uy tín và ngành công nghiệp của quốc gia bị bỏ bê.

### Đơn vị
Các đơn vị quân đội trong Victoria được chia thành hai loại: lục quân và hải quân. Các đơn vị bộ binh chiến đấu chống lại các đơn vị bộ binh của đối phương và có thể đánh chiếm lãnh địa của đối phương. Họ chính là mấu chốt cho ưu thế về quân sự. Các đơn vị hải quân còn đóng một vai trò hỗ trợ hơn; bắn phá các đơn vị bộ binh của đối phương và tiến hành hải chiến. Một số đơn vị hải quân cũng có thể vận chuyển các đơn vị bộ binh. 
Các đơn vị bộ binh trong Victoria được chia thành bốn loại: 
- Bộ binh - xương sống của bất kỳ quân đội nào. Sư đoàn bộ binh có quân số khoảng 10.000. Mạnh về "hỏa lực", yếu về "tấn công ồ ạt", tốc độ chậm.
- Kỵ binh - một đơn vị bổ sung. Sư đoàn kỵ binh có quân số khoảng 10.000. Yếu về "hỏa lực", mạnh về "tấn công ồ ạt", tốc độ nhanh.
- Long kỵ binh - một đơn vị trung gian. Sư đoàn bán kỵ binh có quân số khoảng 10.000. Trung gian trong tất cả các mặt.
- Phi chính quy - một đơn vị yếu kém, chỉ được tìm thấy ở các quốc gia man di. Sư đoàn bộ binh có quân số khoảng 10.000. Yếu trong tất cả các mặt.

## Bản mod
Giống như hầu hết các game của Paradox, nhiều bản mod đã được thực hiện cho Victoria. Phổ biến nhất trong các bản mod là Victoria Improvements Project thường được gọi là VIP. VIP bao gồm tính cách AI mới, thay đổi quy tắc nền kinh tế, sự kiện mới và các quốc gia mới. Những người chơi khác đã trở nên chán với tình hình mặc định của thế giới vào lúc khởi đầu game bèn tạo các bản mod lịch sử thay thế với các cường quốc khác. Mod Franchil là một trong những bản mod phổ biến nhất dành cho những người nói tiếng Pháp.

## Đón nhận
Victoria được giới phê bình đánh giá phần lớn là hỗn tạp. GameSpot nhận xét về "độ sâu tuyệt vời" và "không khí lịch sử thay thế tuyệt vời." Tuy nhiên, GameSpot bình luận rằng trò chơi đã "làm việc nhiều hơn chơi," trích dẫn kiến thức quanh co phóng đại của game và phạm vi tổng thể các lựa chọn. IGN nhận xét rằng trò chơi có tiềm năng độc đáo nhưng đã bị đè bẹp bởi "đống lỗi" và thiếu phần hướng dẫn. Barry Brenesal kết thúc lời nhận xét trên IGN của mình, giải thích, "Đây là một trò chơi tuyệt vời phải vật lộn để bao phủ bề mặt ở Victoria, và tôi mong muốn chơi nó ngay khi các bản vá lỗi cần thiết xuất hiện. Giờ có ai đó vui lòng tạo ra một bản hướng dẫn thông minh chính xác cho trò chơi?"

## Victoria: Revolutions

Victoria: Revolutions (thường được cộng đồng gọi là Ricky) là bản mở rộng của Victoria: An Empire Under the Sun. Nó được phát hành vào ngày 17 tháng 8 năm 2006 thông qua GamersGate và trên đĩa CD vào tháng 10 năm 2006.

### Tính năng mới
- 15 năm thêm vào lối chơi mở rộng Victoria thành interbellum.
- Một cây công nghệ mở rộng bổ sung thời kỳ giữa hai thế chiến, bao gồm cả máy bay và tàu sân bay.
- Một bản chuyển đổi ngày tận thế cho phép người chơi tiếp tục trò chơi của họ trong Hearts of Iron II: Doomsday.
- Một hệ thống bầu cử và chính trị được tân trang, thêm một cấp độ mới về tính hiện thực cho trò chơi.
- Một ý thức hệ mới là chủ nghĩa phát xít.
- Một hệ thống quân sự được đại tu, sẽ được liên kết với các quyết định chính sách của người chơi.
- Một hệ thống kinh tế mới mang tính hiện thực hơn qua các mô hình kinh tế khác nhau.